# Gnathonarium taczanowskii
Gnathonarium taczanowskii là một loài nhện trong họ Linyphiidae.
Loài này thuộc chi Gnathonarium. Gnathonarium taczanowskii được Octavius Pickard-Cambridge miêu tả năm 1873.